# LNFA 2015
La LNFA 2015 es la vigesimoprimera temporada de la Liga Nacional de Fútbol Americano, la competición de fútbol americano más importante de España.
En la temporada 2015 se mantiene el sistema de competición que se inició en la temporada 2012, en el que solamente los integrantes de la Serie A optan al título de campeón de la Liga. Se incorpora el equipo ascendido de la Serie B, Mallorca Voltors, que sustituye al descendido Granada Lions.
En la Serie A compiten los seis mejores equipos de España. Los cuatro equipos mejor clasificados en ella disputan el play-off por el título nacional.
En la Serie B se cambian, con respecto a la temporada anterior, las tres conferencias (Norte, Este y Sur) por dos grupos (Impar y Par) de cinco equipos cada uno.
Se crea la Serie C con los equipos que renuncian a competir en la Serie B (Gijón Mariners y Cantabria Bisons), el equipo descendido de Serie B (Alicante Sharks) y los nuevos equipos que se incorporan a la LNFA. El total de 28 equipos se divide en divisiones regionales: Conferencia Central, Conferencia Este, Liga Catalana, Liga Andaluza y  Liga Norte.

## Serie A
| Club                 | Ciudad                  | Estadio                             | Aforo |
| -------------------- | ----------------------- | ----------------------------------- | ----- |
| Badalona Dracs       | Badalona                | Badalona Sud                        | 6.500 |
| L'Hospitalet Pioners | Hospitalet de Llobregat | Estadio Municipal Feixa Llarga      | 6.294 |
| Mallorca Voltors     | Palma de Mallorca       | Polideportivo Municipal de Son Moix | 3.800 |
| Rivas Osos           | Rivas-Vaciamadrid       | Polideportivo Cerro del Telégrafo   | 4.000 |
| Valencia Firebats    | Valencia                | Estadio Municipal Jardín del Turia  | 1.000 |
| Valencia Giants      | Valencia                | Municipal de Catarroja              | 1.000 |

### Resultados temporada regular
|                      | DRA   | FIR   | OSO   | PIO   | VOL  | GIA   |
| Badalona Dracs       |       | 3-7   |       | 54-14 | 59-0 | 25-22 |
| Valencia Firebats    | 28-25 |       | 76-0  | 44-28 |      | 40-20 |
| Rivas Osos           | 17-14 | 29-48 |       |       | 32-6 | 27-14 |
| L'Hospitalet Pioners | 0-48  |       | 13-26 |       | 41-8 | 7-19  |
| Mallorca Voltors     |       | 0-59  | 6-30  | 0-27  |      |       |
| Valencia Giants      |       | 26-20 | 14-6  |       | 47-0 |       |

#### Clasificación
| Leyenda                                  |
| ---------------------------------------- |
| Clasificados para Playoffs por el título |
| Juega promoción por la permanencia       |
| Descendido automáticamente               |

| Equipo               | Ganados | Perdidos | % Victorias | Puntos a favor | Puntos en contra | Diferencia |
| -------------------- | ------- | -------- | ----------- | -------------- | ---------------- | ---------- |
| Valencia Firebats    | 7       | 1        | 87,5        | 315            | 131              | 184        |
| Rivas Osos           | 5       | 3        | 62,5        | 167            | 191              | -24        |
| Badalona Dracs       | 4       | 3        | 57,1        | 228            | 88               | 140        |
| Valencia Giants      | 4       | 3        | 57,1        | 162            | 125              | 37         |
| L'Hospitalet Pioners | 2       | 5        | 28,5        | 130            | 199              | -69        |
| Mallorca Voltors     | 0       | 7        | 0           | 20             | 295              | -275       |

#### Playoffs por el título
El primer clasificado en temporada regular juega contra el cuarto y el segundo contra el tercero:
|  | Semifinal | Semifinal         | Semifinal      |                |                   | Final             | Final | Final |  |
|  |           |                   |                |                |                   |                   |       |       |  |
|  |           |                   |                |                |                   |                   |       |       |  |
|  | #1        | Valencia Firebats | 21             |                |                   |                   |       |       |  |
|  | #1        | Valencia Firebats | 21             |                |                   |                   |       |       |  |
|  | #4        | Valencia Giants   | 6              |                |                   |                   |       |       |  |
|  | #4        | Valencia Giants   | 6              |                | Valencia Firebats | Valencia Firebats | 30    |       |  |
|  |           |                   |                |                | Valencia Firebats | Valencia Firebats | 30    |       |  |
|  |           |                   | Badalona Dracs | Badalona Dracs | 20                |                   |       |       |  |
|  | #2        | Rivas Osos        | Badalona Dracs | Badalona Dracs | 20                | 6                 |       |       |  |
|  | #2        | Rivas Osos        |                |                |                   | 6                 |       |       |  |
|  | #3        | Badalona Dracs    | 42             |                |                   |                   |       |       |  |
|  | #3        | Badalona Dracs    | 42             |                |                   |                   |       |       |  |
|  |           |                   |                |                |                   |                   |       |       |  |

## Serie B

### Grupo Impar
- Barberá Rookies
- Coslada Camioneros
- Granada Lions
- Las Rozas Black Demons
- Zaragoza Hurricanes

### Resultados temporada regular
|                        | ROO   | CAM  | LIO   | BLA   | HUR   |
| Barberá Rookies        |       | 30-7 | 24-20 | 30-0  | 27-13 |
| Coslada Camioneros     | 6-7   |      | 9-26  | 13-7  | 21-6  |
| Granada Lions          | 22-28 | 26-7 |       | 20-27 | 36-2  |
| Las Rozas Black Demons | 7-21  | 19-2 | 9-17  |       | 12-21 |
| Zaragoza Hurricanes    | 0-24  | 0-39 | 33-62 | 0-41  |       |

#### Clasificación
| Equipo                 | Ganados | Perdidos | % Victorias | Puntos a favor | Puntos en contra | Diferencia |
| ---------------------- | ------- | -------- | ----------- | -------------- | ---------------- | ---------- |
| Barberá Rookies        | 8       | 0        | 100         | 191            | 75               | 116        |
| Granada Lions          | 5       | 3        | 62,5        | 229            | 139              | 90         |
| Las Rozas Black Demons | 3       | 5        | 37,5        | 122            | 124              | -2         |
| Coslada Camioneros     | 3       | 5        | 37,5        | 104            | 121              | -17        |
| Zaragoza Hurricanes    | 1       | 7        | 12,5        | 75             | 262              | -187       |

### Grupo Par
- Barcelona Búfals
- Murcia Cobras
- Reus Imperials
- Santurce Coyotes
- Zaragoza Hornets

### Resultados temporada regular
|                  | BUF   | COB  | IMP   | COY   | HOR  |
| Barcelona Búfals |       | 20-7 | 0-32  | 14-0  | 14-8 |
| Murcia Cobras    | 20-13 |      | 14-34 | 19-16 | 26-0 |
| Reus Imperials   | 42-0  | 20-7 |       | 28-14 | 21-7 |
| Santurce Coyotes | 38-6  | 14-7 | 0-19  |       | 8-14 |
| Zaragoza Hornets | 10-0  | 0-15 | 9-20  | 0-8   |      |

#### Clasificación
| Equipo           | Ganados | Perdidos | % Victorias | Puntos a favor | Puntos en contra | Diferencia |
| ---------------- | ------- | -------- | ----------- | -------------- | ---------------- | ---------- |
| Reus Imperials   | 8       | 0        | 100         | 216            | 51               | 165        |
| Murcia Cobras    | 4       | 4        | 50          | 115            | 117              | -2         |
| Santurce Coyotes | 3       | 5        | 37,5        | 98             | 107              | -9         |
| Barcelona Bufals | 3       | 5        | 37,5        | 67             | 157              | -90        |
| Zaragoza Hornets | 2       | 6        | 25          | 48             | 112              | -64        |

### Eliminatorias
|  | Wildcard | Wildcard               | Wildcard        |                        |    | Semifinal | Semifinal | Semifinal |  |                 | Final           | Final | Final |  |
|  |          |                        |                 |                        |    |           |           |           |  |                 |                 |       |       |  |
|  |          |                        |                 |                        |    |           |           |           |  |                 |                 |       |       |  |
|  |          |                        |                 |                        |    |           |           |           |  |                 |                 |       |       |  |
|  |          |                        |                 |                        |    |           |           |           |  |                 |                 |       |       |  |
|  |          |                        |                 |                        |    |           |           |           |  |                 |                 |       |       |  |
|  |          | Par #1                 | Reus Imperials  | 48                     |    |           |           |           |  |                 |                 |       |       |  |
|  |          |                        |                 | 48                     |    |           |           |           |  |                 |                 |       |       |  |
|  |          |                        | Impar #2        | Granada Lions          | 7  |           |           |           |  |                 |                 |       |       |  |
|  | Impar #2 | Granada Lions          | Impar #2        | Granada Lions          | 7  | 46        |           |           |  |                 |                 |       |       |  |
|  | Impar #2 | Granada Lions          |                 |                        |    |           |           |           |  |                 |                 |       |       |  |
|  | Par #3   | Santurce Coyotes       | 13              |                        |    |           |           |           |  |                 |                 |       |       |  |
|  | Par #3   | Santurce Coyotes       | 13              |                        |    |           |           |           |  | Barberá Rookies | Barberá Rookies | 20    |       |  |
|  |          |                        |                 |                        |    |           |           |           |  | Barberá Rookies | Barberá Rookies | 20    |       |  |
|  |          |                        | Reus Imperials  | Reus Imperials         | 24 |           |           |           |  |                 |                 |       |       |  |
|  |          |                        | Reus Imperials  | Reus Imperials         | 24 |           |           |           |  |                 |                 |       |       |  |
|  |          |                        |                 |                        |    |           |           |           |  |                 |                 |       |       |  |
|  |          |                        |                 |                        |    |           |           |           |  |                 |                 |       |       |  |
|  |          | Impar #1               | Barberá Rookies | 28                     |    |           |           |           |  |                 |                 |       |       |  |
|  |          |                        |                 | 28                     |    |           |           |           |  |                 |                 |       |       |  |
|  |          |                        | Impar #3        | Las Rozas Black Demons | 21 |           |           |           |  |                 |                 |       |       |  |
|  | Par #2   | Murcia Cobras          | Impar #3        | Las Rozas Black Demons | 21 | 14        |           |           |  |                 |                 |       |       |  |
|  | Par #2   | Murcia Cobras          |                 |                        |    |           |           |           |  |                 |                 |       |       |  |
|  | Impar #3 | Las Rozas Black Demons | 27              |                        |    |           |           |           |  |                 |                 |       |       |  |
|  | Impar #3 | Las Rozas Black Demons | 27              |                        |    |           |           |           |  |                 |                 |       |       |  |
|  |          |                        |                 |                        |    |           |           |           |  |                 |                 |       |       |  |

## Serie C

### Liga Norte
- Cantabria Bisons
- Gijón Mariners
- Santurce Coyotes
- Zaragoza Dark Knights

### Resultados temporada regular[2]
|                       | BIS  | MAR   | COY  | KNI  |
| Cantabria Bisons      |      | 2-35  | 6-45 | 53-0 |
| Gijón Mariners        | 33-0 |       | 10-7 | 85-0 |
| Santurce Coyotes      | 0-6  | 20-23 |      | 66-0 |
| Zaragoza Dark Knights | 0-38 | 0-62  | 0-59 |      |

### Liga Catalana
- Vilafranca Eagles
- Argentona Bocs
- Terrasa Reds
- Barcelona Pagesos
- Barcelona Uroloki
- Sarriá de Ter Wolves
- Salt Falcons
- Torrelles Legends
- Vall d'Aro Senglars
- Salou Almogavers

### Resultados temporada regular
|                      | EAG   | BOC   | RED   | PAG   | URO  | WOL  | FAL   | LEG   | SEN   | ALM   |
| Vilafranca Eagles    |       |       |       |       | 34-7 | 59-6 |       |       | 29-14 |       |
| Argentona Bocs       | 0-31  |       | 32-10 | 57-0  |      | 64-0 | 47-7  |       |       |       |
| Terrasa Reds         | 19-21 |       |       |       |      | 59-0 |       | 30-8  |       | 72-0  |
| Barcelona Pagesos    | 14-32 |       |       |       |      | 26-7 |       |       |       |       |
| Barcelona Uroloki    |       | 13-20 |       |       |      |      |       | 34-33 | 24-12 | 77-7  |
| Sarriá de Ter Wolves |       |       |       |       | 6-47 |      | 13-6  |       | 0-39  | 28-13 |
| Salt Falcons         | 0-49  |       | 16-26 | 25-26 | 0-39 |      |       |       |       |       |
| Torrelles Legends    |       | 7-26  |       | 55-0  |      | 37-0 | 27-29 |       |       |       |
| Vall d'Aro Senglars  |       | 13-19 | 6-6   | 14-6  |      |      |       | 12-14 |       |       |
| Salou Almogavers     |       |       |       | 12-13 |      |      | 0-33  | 0-79  | 6-44  |       |

### Liga Andaluza
- Granada Lions
- Sevilla Linces
- Fuengirola Potros
- Almería Barbarians
- Córdoba Golden Bulls

### Resultados temporada regular[3]
|                      | LIO   | LIN   | POT   | BAR   | GOL   |
| Granada Lions        |       |       |       |       |       |
| Sevilla Linces       | 8-59  |       | 0-41  | 25-28 | 34-13 |
| Fuengirola Potros    | 21-39 | 46-19 |       | 21-0  | 56-4  |
| Almería Barbarians   | 0-61  | 37-13 | 12-51 |       | 38-9  |
| Córdoba Golden Bulls | 0-65  | 18-31 | 0-45  | 7-13  |       |

### Conferencia Este
- Alicante Sharks
- Cehegín Wolves
- Sueca Ricers
- Cartagena Pretorianos
- La Nucía Spartans

### Resultados temporada regular[4]
|                       | SHA  | WOL  | RIC  | PRE  | SPA   |
| Alicante Sharks       |      |      | 27-6 | 14-6 | 36-0  |
| Cehegín Wolves        |      |      |      |      | 27-13 |
| Sueca Ricers          | 24-6 | 13-0 |      | 6-12 | 26-0  |
| Cartagena Pretorianos | 2-14 | 18-7 |      |      | 18-7  |
| La Nucía Spartans     | 0-7  | 0-32 | 0-39 | 7-6  |       |

### Conferencia Central
- Arganda Toros
- Majadahonda Wildcats
- Tres Cantos Jabatos
- Alcorcón Smilodons
- Fuenlabrada Cuervos
- Guadalajara Stings

### Resultados temporada regular[5]
|                      | TOR   | WIL   | JAB   | SMI   | CUE   | STI   |
| Arganda Toros        |       |       | 21-6  | 47-12 |       |       |
| Majadahonda Wildcats | 12-13 |       | 26-14 |       |       |       |
| Tres Cantos Jabatos  |       |       |       | 38-22 |       | 39-0  |
| Alcorcón Smilodons   |       | 2-30  |       |       | 42-13 | 58-14 |
| Fuenlabrada Cuervos  | 2-66  | 15-54 | 26-66 |       |       | 13-6  |
| Guadalajara Stings   | 7-51  | 6-54  |       |       | 12-14 |       |

### Eliminatorias
|  | Wildcard | Wildcard            | Wildcard       |                  |    | Semifinal | Semifinal | Semifinal |  |    | Final          | Final | Final |  |
|  |          |                     |                |                  |    |           |           |           |  |    |                |       |       |  |
|  |          |                     |                |                  |    |           |           |           |  |    |                |       |       |  |
|  |          |                     |                |                  |    |           |           |           |  |    |                |       |       |  |
|  |          |                     |                |                  |    |           |           |           |  |    |                |       |       |  |
|  |          |                     |                |                  |    |           |           |           |  |    |                |       |       |  |
|  |          | #1                  | Gijón Mariners | 61               |    |           |           |           |  |    |                |       |       |  |
|  |          |                     |                | 61               |    |           |           |           |  |    |                |       |       |  |
|  |          |                     | #4             | Cantabria Bisons | 7  |           |           |           |  |    |                |       |       |  |
|  | #4       | Cantabria Bisons    | #4             | Cantabria Bisons | 7  | 30        |           |           |  |    |                |       |       |  |
|  | #4       | Cantabria Bisons    |                |                  |    |           |           |           |  |    |                |       |       |  |
|  | #5       | Tres Cantos Jabatos | 7              |                  |    |           |           |           |  |    |                |       |       |  |
|  | #5       | Tres Cantos Jabatos | 7              |                  |    |           |           |           |  | #1 | Gijón Mariners | 13    |       |  |
|  |          |                     |                |                  |    |           |           |           |  | #1 | Gijón Mariners | 13    |       |  |
|  |          |                     | #3             | Alicante Sharks  | 0  |           |           |           |  |    |                |       |       |  |
|  |          |                     | #3             | Alicante Sharks  | 0  |           |           |           |  |    |                |       |       |  |
|  |          |                     |                |                  |    |           |           |           |  |    |                |       |       |  |
|  |          |                     |                |                  |    |           |           |           |  |    |                |       |       |  |
|  |          | #2                  | Arganda Toros  | 6                |    |           |           |           |  |    |                |       |       |  |
|  |          |                     |                | 6                |    |           |           |           |  |    |                |       |       |  |
|  |          |                     | #3             | Alicante Sharks  | 13 |           |           |           |  |    |                |       |       |  |
|  | #3       | Alicante Sharks     | #3             | Alicante Sharks  | 13 | 34        |           |           |  |    |                |       |       |  |
|  | #3       | Alicante Sharks     |                |                  |    |           |           |           |  |    |                |       |       |  |
|  | #6       | Alcorcón Smilodons  | 6              |                  |    |           |           |           |  |    |                |       |       |  |
|  | #6       | Alcorcón Smilodons  | 6              |                  |    |           |           |           |  |    |                |       |       |  |
|  |          |                     |                |                  |    |           |           |           |  |    |                |       |       |  |